# Marie-Joseph Lagrange
Pour les articles homonymes, voir Lagrange.
Albert Lagrange, en religion père Marie-Joseph Lagrange o.p., né le 7 mars 1855 à Bourg-en-Bresse et mort le 10 mars 1938 à Saint-Maximin-la-Sainte-Baume, est un exégète et théologien catholique, fondateur de l'École biblique et archéologique française de Jérusalem et de la Revue biblique.

## Biographie

### Enfance
Albert Lagrange est né le 7 mars 1855. Il est élevé dans un milieu intellectuel chrétien, plutôt citadin, mais avec de proches attaches rurales. Il est un fils de Claude-Pierre Lagrange, fils d'agriculteurs bourguignons, qui devient clerc puis notaire, et de Marie-Élisabeth Falsan, d'une famille lyonnaise de notables, fabricants et négociants comme son grand-père Claude François Falsan.
Son père, Claude-Pierre Lagrange, avait songé à devenir prêtre avant de se rendre compte qu'il n'avait pas la vocation. Il est un catholique libéral, c'est-à-dire qu'il penche pour la démocratie à une époque où l'Église catholique romaine ne s'est pas encore « ralliée » à la république et à la démocratie. Le libéralisme, à l'époque, est, toutes choses égales d'ailleurs, une gauche démocrate. Les Lagrange se sentent plus près du catholique libéral Montalembert que de Veuillot. Le catholicisme libéral est à cette époque européen ou au moins franco-belge.
Sa mère avait la vocation religieuse. Elle aidait les plus démunis, leur servait la soupe, et aurait voulu être sœur de Saint-Vincent-de-Paul, mais sa famille la forçant à se marier, elle voulut épouser un vrai chrétien.

### Études
En 1868, il entre au petit séminaire. Dans cet internat, il goûte à l'archéologie et à la géologie, alors science débutante ; ce dernier enseignement étant cultivé et renforcé par son oncle et parrain le géologue Albert Falsan. Jacques Gabriel Bulliot lui fait découvrir l'archéologie.
Son père aimerait le voir notaire. Sa mère a eu un songe où elle a vu son fils prêtre. À onze ans, le petit Albert perçoit comme un premier appel au service divin.
C'est en 1872, alors qu'il passe le concours de Saint-Cyr où il est admissible, qu'il rencontre l'ordre dominicain fraîchement restauré en France par le père Lacordaire, créateur de la province de Toulouse. Son père le pousse vers le droit, jusqu'au doctorat obtenu en 1878, à vingt ans.

### Dominicain: vocation et formation, passion pour la Bible
En 1877, le jeune Lagrange ressent une conversion personnelle, l'appelant à entrer dans l'ordre dominicain, vocation qui n'est pas contrariée par son père qui pense seulement que l'Église a plus besoin d'un juriste dans les temps qui courent que d'un curé.
Il passe une année au séminaire d'Issy-les-Moulineaux, en 1878-1879, chez les sulpiciens, où il se passionne surtout pour la parole de Dieu. Il étudie aussi avec émotion Thomas d'Aquin ; à cette époque, le thomisme est en plein renouveau et Lagrange soutiendra la création de la Revue thomiste de son ami Antonin Sertillanges (en 1893) pour écarter le thomisme des écueils de l'intégralisme. À la fin de son noviciat à Saint-Maximin, il obtient de ne faire guère d'autre lecture que la parole de Dieu. Il reçoit l'habit des frères prêcheurs le 6 octobre 1879, sous le nom de frère Marie-Joseph.
Les décrets de 1880 l'exilent à Salamanque où il tente d'apprendre l'hébreu et poursuit sa formation. Il y est ordonné le 22 décembre 1883. Il est ensuite chargé de cours d'histoire ecclésiastique. À Toulouse, il peut s'adonner à l'étude de la Bible mais doit aussi enseigner la philosophie, prêcher, confesser, et regrette de ne pas pouvoir parfaire sa formation pour être « connaisseur de la Bible ». Ses supérieurs décident de le consacrer uniquement à cela et l'envoient à Vienne pour continuer l'étude des langues. Il avait étudié seul le syriaque, l'arabe, et commencé l'assyrien. Il passe un an et demi (trois semestres) dans un couvent autrichien et à l'Université de Vienne où il étudie les bases de la philologie, des cours d'arabe, d'égyptien hiéroglyphique et hiératique.
Le milieu intellectuel de Vienne lui vaut en outre un véritable apprentissage de l'hébreu, de quelques autres langues moyen-orientales, des cours d'exégèse « allemande », des cours d'exégèse rabbinique et de Mishna. Il y gagne aussi l'amitié du supérieur du couvent, le père Andreas Franz Frühwirth, qui durera et sera précieuse quand celui-ci deviendra maître de l'ordre.

### Fondation de l'École biblique
En février 1889, le prieur provincial de Toulouse décide d'envoyer le père Lagrange au couvent de Saint-Étienne à Jérusalem pour la fondation d'une école d'Écriture sainte.
Quand il y arrive en 1890, le premier contact avec la Terre sainte bouleverse le Père Lagrange :

« Je dois dire (…) que je fus remué, vraiment saisi, empoigné par cette terre sacrée, abandonné avec délices à la sensation historique des temps lointains. J'avais tant aimé le livre et maintenant je contemplais le pays ! Aucun doute ne subsista dans mon esprit sur l'opportunité de pratiquer les études bibliques en Palestine. »

L'inauguration de l'École pratique d’études bibliques a lieu le 15 novembre 1890. Le père Lagrange crée ensuite la Revue biblique en 1892, initie le congrès de Fribourg en 1897, lance en 1900 la collection des Études bibliques, et les conférences de Toulouse en 1902.
Le père Lagrange applique la méthode historico-critique à l'étude de la Bible. Plusieurs ordres et instances religieuses s'en émeuvent. Soupçonné de modernisme, comme son ami jésuite Albert Condamin, et de rationalisme, il reçoit des interdictions de publication et des blâmes, en 1907 et 1911. Il demeure humblement soumis. Sa méthode est condamnée par l'encyclique Spiritus Paraclitus du pape Benoît XV en 1920.
En 1914, la Palestine étant sous domination ottomane, il est expulsé par les Turcs. Il continue à Paris ses recherches et ses publications. Les cours reprennent à l'École après la guerre, avec le renfort des professeurs que le père Lagrange a formés. L'Académie des inscriptions et belles-lettres projetant de créer une école archéologique à Jérusalem, constate que l'École biblique a les compétences pour tenir ce nouveau rôle. L'École devient École archéologique française en 1920 et prend le nom d'École biblique et archéologique française.
Le Père Paul Dhorme prend la direction de l'École et de la Revue. Le Père Lagrange peut alors se consacrer à ses commentaires des Évangiles, mais il doit reprendre la direction de l'École en 1931.
Sa santé déficiente l’oblige à revenir en 1935 à Saint-Maximin. Une fois rétabli, il reprend ses études de l'Ancien Testament, donne des conférences et des cours.
Âgé de 83 ans, Marie-Joseph Lagrange meurt le 10 mars 1938. Sa dépouille est ensevelie dans le cimetière conventuel de Saint-Maximin, puis transportée à Jérusalem et inhumée en novembre 1967 dans la basilique Saint-Étienne, où elle repose aujourd’hui.

## Postérité
Il faudra attendre 1943 et l’encyclique Divino afflante Spiritu de Pie XII, pour voir avalisée l'utilisation de la méthode historico-critique au service d’une lecture théologique de la Bible.
Le père Lagrange est considéré maintenant comme le principal responsable du renouveau actuel de l'exégèse catholique.

### Béatification
Le procès en vue de la béatification du fondateur de l’École biblique est ouvert en 1988, cinquante ans après sa mort. Le P. Lagrange a reçu le titre de serviteur de Dieu.

### Œuvre
- La Méthode historique, surtout à propos de l'Ancien Testament, Paris, Lecoffre, coll. « Études bibliques », 1903, VIII, 220 p.
- Études sur les religions sémitiques, Paris, Lecoffre, coll. « Études bibliques », 1903, X,[2], 415 p.
- Évangile selon saint Marc, Paris, Lecoffre, coll. « Études bibliques », 1911.
- Le sens du christianisme d'après l'exégèse allemande : conférences données à l'Institut catholique de Paris, Paris, Gabalda, coll. « Études bibliques », 1918.
- Évangile selon saint Luc, Paris, Gabalda, coll. « Études bibliques », 1921.
- Saint Paul. Épître aux Romains, 3e édition, Paris, Gabalda, coll. « Études bibliques », 1922, LXXII, 21*, 394 p.
- Évangile selon saint Matthieu, Paris, Gabalda, coll. « Études bibliques », 1923.
- La Vie de Jésus d'après Renan, Paris, Gabalda, coll. « Études bibliques », 1923.
- Évangile selon saint Jean (Études bibliques), Paris, Gabalda, 1925.
- Synopse des quatre Évangiles en français d'après la synopse grecque du r.p. C. Lavergne, o.p., Paris, Gabalda, 1926.
- Saint Paul. Épître aux galates, Paris, Lecoffre-Gabalda, 1926.
- L'Évangile de Jésus-Christ, Paris, Lecoffre-Gabalda, 1928.
- Le Judaïsme avant Jésus-Christ, Paris, Gabalda, coll. « Études bibliques », 1931.
- La Morale de l'Évangile. Réflexions sur « Les morales de l'Évangile » de M. A. Bayet, Paris, Grasset, coll. « Vie chrétienne », 1931.
- M. Loisy et le modernisme. À propos des Mémoires, Juvisy, Cerf, 1932, 250 p.
- Introduction à l'étude du Nouveau Testament :
  - en collaboration avec le père Lyonnet s.j., L'Histoire ancienne du canon du Nouveau Testament, Paris, Gabalda, coll. « Études bibliques », 1933.
  - II. Critique textuelle. III. La critique rationnelle, Paris, Gabalda, coll. « Études bibliques », 1935.
  - IV. Critique historique. Les mystères : l'orphisme, Paris, Gabalda, coll. « Études bibliques », 1937.
- La Méthode historique. La Critique biblique et l'Église, Paris, Cerf, coll. « Foi vivante, no 31 », 1966, 191 p.
- Le Père Lagrange au service de la Bible. Souvenirs personnels, Paris, Cerf, 1967.
- avec Maurice Gilbert, L'Écriture en église. Choix de portraits et d'exégèse spirituelle (1890-1937), Paris, Cerf, coll. 	« Lectio divina, no 142 », 1990, 223 p.
- Journal spirituel, Paris, Cerf, 2014.

Bibliographie développée.

### Études
- Joseph Chaine, G. Bardy, E. Magnin, J. Guitton, L'Œuvre exégétique et historique du R. P. Lagrange, Paris, Bloud et Gay, 1935.
- F.-M. Braun, L'Œuvre du père. Lagrange, Étude et bibliographie, Imprimerie Saint-Paul, Fribourg, 1943.
- J. Murphy-O'Connor, in Le Nouveau Testament. Cent ans d'exégèse à l'École biblique, J. Gabalda, 1990, p. 13-39.
- Jean Guitton, Portrait du père Lagrange, celui qui a réconcilié la science et la foi, Robert Laffont, 1992.
- Bernard Montagnes, Le père Lagrange. 1885_1938, L'exgégèse catholique dans la crise moderniste, Paris, Cerf, 1995.
- Bernard Montagnes, Marie-Joseph Lagrange - Une biographie critique, Paris, Cerf, 2005  (ISBN 2204072281).
- Louis-Hugues Vincent, Le père Marie-Joseph Lagrange ; sa vie et son œuvre, Parole et Silence, 2013.
- « Lagrange (Albert, en religion Marie-Joseph) » dans Dictionnaire de biographie française, vol. 19, Paris, 2001 [détail des éditions] , col. 282-284 (18).
- Notice biographique dans François Laplanche, La crise de l'origine - La science des Évangiles et l'histoire au XXe siècle, Albin Michel, 2006.
- (en) « Marie-Joseph Lagrange », dans Encyclopædia Britannica [lire en ligne].